# Dopolavoro Cirio
Dopolavoro Cirio – włoski klub piłkarski, mający swoją siedzibę w mieście Neapol, na południu kraju.

## Historia
Chronologia nazw:
- 1935: C.R.A.L. Cirio
- 1946: C.R.A.L. S.E.T.
- 1951: C.R.A.L. Cirio
- 1964: klub rozwiązano

Piłkarski klub C.R.A.L. Cirio został założony w Neapolu w 1935 roku przez przemysłowca Francesco Cirio z Turynu. Najpierw grał spotkania z zespołami prowincji Campania. Po przerwie związanej z II wojną światową w sezonie 1946/47 jako C.R.A.L. S.E.T. startował w rozgrywkach Prima Divisione Campana, gdzie zajął 3.miejsce w finale i awansował do Serie C. Sezon debiutował 1947/48 zakończył na ostatnim miejscu w grupie R i spadł do Promozione, a w 1952 do Promozione Campana. W 1951 zmienił nazwę na C.R.A.L. Cirio. W 1953 powrócił do czwartej ligi, zwanej już IV Serie, a w 1958 awansował po raz drugi do Serie C. W sezonie 1960/61 zajął 17.miejsce w grupie C Serie C i po przegranych barażach z FC Crotone został zdegradowany do Serie D. Po zakończeniu sezonu 1963/64 klub został rozwiązany, a jego miejsce zajął organizowany przez Giovanni Proto i Carlo Del Gaudio nowy klub Internapoli FC, do którego przeszło wielu piłkarzy CRAL.

## Sukcesy

### Trofea międzynarodowe
Nie uczestniczył w rozgrywkach europejskich (stan na 31-12-2017).

### Trofea krajowe
| \| \| Zdobyte trofea w rozgrywkach Włoch (stan na: 31-05-2017) \| |                                                          |      |          |
| Rozgrywki                                                         | Osiągnięcie                                              | Razy | Sezon(y) |
| · Mistrzostwo                                                     | I miejsce                                                | 0    |          |
| · Mistrzostwo                                                     | II miejsce                                               | 0    |          |
| · Mistrzostwo                                                     | III miejsce                                              | 0    |          |
| · Puchar                                                          | zdobywca                                                 | 0    |          |
| · Puchar                                                          | finalista                                                | 0    |          |
| II liga                                                           | I miejsce                                                | 0    |          |
| II liga                                                           | II miejsce                                               | 0    |          |
| II liga                                                           | III miejsce                                              | 0    |          |
| Włochy                                                            | Zdobyte trofea w rozgrywkach Włoch (stan na: 31-05-2017) |      |          |

- Serie C:
  - 9.miejsce (1x): 1959/60 (grupa C)

## Stadion
Klub rozgrywa swoje mecze domowe na boisku sportowym Stadio Signorini w Neapolu, który może pomieścić 15000 widzów.